# A4 (Luxemburg)
De A4 is in combinatie met de B4 en de B40, ook wel Autoroute d'Esch of Escher Autobunn, is een route, voornamelijk uitgevoerd als autosnelweg, in Luxemburg. De route verbindt Luxemburg-stad met de Franse grens bij Esch-sur-Alzette waar de route verder gaat als de Franse D326. De lengte van gehele route bedraagt ongeveer 20 kilometer.
De route begint als B4 in Luxemburg-stad, gaat over op de A4 en in Esch-sur-Alzette gaat de route over op de B40. In Esch-sur-Alzette ontbreekt een stukje tussen de A4 en de B40, dit gedeelte is in aanbouw.

## B4 en B4a
De route begint in Luxemburg-stad met de B4 en de B4a. Beide wegen zijn geen snelwegen. De B4a wordt gebruikt in de richting van Esch-sur-Alzette waar de weg fysiek gescheiden is van de rijbanen richting Luxemburg. Zodra de rijbanen in beide richting enkel nog worden afgescheiden door een vangrail krijgt de gehele weg het nummer B4.
De B4 en B4a beginnen bij het kruispunt met de N4 en de N56. Hierna zijn enkele verbindingswegen aanwezig genaamd N4d, N4c en N4b waarna een afrit volgt voor de Luxemburgse wijk Merl. Na deze afrit gaat de route verder als A4. De B4 heeft een lengte van ongeveer 1 kilometer, terwijl de B4a een lengte heeft van ongeveer 550 meter.

### B4b, B4c, B4d
De B4b, B4c en B4d zijn verbindingsstukken tussen de B4 en B4a in Luxemburg-stad. De B4b vormt eigenlijk twee verbindingsstukken tussen de B4a en de B4. De stukken hebben een lengte van 40 en 100 meter. De B4c vormt een verbindingsstuk in tegenovergestelde richting tussen de B4-B4a. Dit gedeelte heeft een lengte van ongeveer 60 meter.
De B4d is een verbinding wat voor het doorgaande verkeer van de N4 en N56a richting het zuiden geschikt is. Verkeer richting het noorden maakt hier gebruik van de N4. De B4d heeft een lengte van ongeveer 100 meter.

## A4
Waar de B4 eindigt, gaat de A4 verder richting Esch-sur-Alzette. De A4 heeft een lengte van ongeveer 16,2 kilometer en is een volledige snelweg. In Esch-sur-Alzette eindigt de A4 nog op een rotonde met de N31 waarna de route tijdelijk onderbroken is voordat er over de B40 gereden kan worden. De A4 zal in een later stadium voor de rotonde worden afbogen en met een lus naar de B40 worden gebracht, aan dit weggedeelte zal dan een afrit naar de N31 komen. De rotonde zal dan verder geen deel meer uitmaken van de A4.
Deze lus van de A4 zal ongeveer op dezelfde plek komen waar voorheen treinrails lag.
De A4 is de enige snelweg van Luxemburg dat geen Europese weg nummer draagt. Alle andere snelwegen dragen (gedeeltelijk) een E-nummer.
Tussen de knooppunten Esch en Lankelz is de weg dubbelgenummerd met de A13. De A4 werd voornamelijk aangelegd in de jaren 70 en is een van de oudere snelwegen van het Luxemburgse snelwegennet.

## B40
De B40 is eind 2016 geopend als weggedeelte bij Esch-sur-Alzette. De route bestaat vooral uit een tunnel wat deels onder de wijk Belval en onder het spoor doorgaat. Na deze tunnel volgt nog een afrit voor Esch-sur-Alzette waarna de weg daarna de Franse grens over gaat en verder gaat als D326. De B40 had in februari 2018 een lengte van ongeveer 1,4 kilometer.
A1 ·
A3 ·
A4 ·
A6 ·
A7 ·
A13
B-Wegen
B3 ·
B4 ·
B7 ·
B40